# The Midnight Gospel
The Midnight Gospel är en amerikansk animerad komediserie från 2020. Serien är skapad av Pendleton Ward och Duncan Trussell. 
Första säsongen av The Midnight Gospel hade svensk premiär den 20 april 2020.

## Handling
Serien handlar om rymdradioprataren Clancy som i sitt rymdprogram ger sig ut på en resa till universums olika världar där han intervjuar diverse väsen om livet, döden och allt däremellan.

## Medverkande (i urval)
- Duncan Trussell
- Phil Hendrie
- Drew Pinsky
- Christina Pazsitzky
- Damien Echols
- Pauly Shore
- Doug Lussenhop